# Maksym Korotun
Maksym Serhijowycz Korotun (ukr. Максим Сергійович Коротун, ur. 1 marca 1985) – ukraiński judoka. Olimpijczyk z Pekinu 2008, gdzie zajął 33. miejsce w wadze ekstralekkiej.
Uczestnik mistrzostw świata w 2005. Startował w Pucharze Świata w latach 2005-2011. Srebrny medalista uniwersjady w 2007 roku.

## Letnie Igrzyska Olimpijskie 2008
| Konkurencja | Eliminacje                | Klas. końcowa |
| Konkurencja | Przeciwnik I              | Miejsce       |
| ----------- | ------------------------- | ------------- |
| 60 kg       | Denílson Lourenço (BRA) P | 33.           |